# Fathi Bashagha
Fathi Ali Abdul Salam Bashagha (in arabo فتحي علي عبد السلام باشآغا‎?; Misurata, 20 agosto 1962) è un politico ed ex militare libico.

## Biografia
È nato il 20 agosto 1962 a Misurata, in Tripolitania. Si è diplomato in aviazione presso il locale collegio militare nel 1984, rimanendovi poi come istruttore specializzato in aerei da caccia fino al congedo dall'Aeronautica militare libica nel 1993.
Dopo lo scoppio della prima guerra civile libica è divenuto membro e portavoce del Consiglio militare di Misurata. Successivamente è stato eletto alla Camera dei rappresentanti della città nel 2014 e il 7 ottobre 2018 è stato nominato Ministro dell'interno nel governo di accordo nazionale di Fayez al-Sarraj.
Come Ministro dell'interno ha sottolineato le difficoltà del suo dicastero, denunciando una forte corruzione al suo interno e sostenendo che il budget di cui dispone, pari a circa 300 milioni di dinari, è "tenuto ostaggio dalle milizie locali", promettendo di ristrutturare il dipartimento governativo nell'arco di sei mesi a partire dal gennaio 2019. È sopravvissuto a due tentativi di omicidio: il primo è avvenuto il 16 dicembre 2019 a Misurata mentre il secondo è avvenuto il 21 febbraio 2021 nei pressi di Tripoli. Il 28 agosto 2020 è stato sospeso dal suo incarico in seguito alla caotica gestione da parte del suo dicastero delle proteste cittadine, venendo reintegrato il successivo 3 settembre.
Nell'ambito dell'elezione del nuovo governo di unità nazionale libico al Libyan Political Dialogue Forum nel febbraio 2021 si è candidato come Primo ministro nella lista di Aguila Saleh Issa, venendo sconfitto per pochi voti dalla lista di Mohamed al-Menfi e Abdul Hamid Mohammed Dbeibeh.